# NGC 4842A
NGC 4842A is een elliptisch sterrenstelsel in het sterrenbeeld Hoofdhaar. Het hemelobject werd op 24 april 1865 ontdekt door de Duits-Deense astronoom Heinrich Louis d'Arrest.

## Synoniemen
- NGC 4842-1
- MCG 5-31-30
- ZWG 160.46
- DRCG 27-30
- PGC 44337